# 格尔盖尼·伊什特万
格尔盖尼·伊什特万（匈牙利語：Görgényi István，1946年11月2日—），匈牙利男子水球运动员。他曾代表匈牙利国家队参加1972年夏季奥林匹克运动会水球比赛，获得一枚银牌。